# Теория интеграции признаков
Теория интеграции признаков разработана Энн Трисман для объяснения ранних этапов зрительного восприятия. Согласно теории различные признаки объекта (цвет, ориентация, направление движения) обрабатываются зрением отдельно и одновременно (параллельно) несколькими механизмами различения. Роль внимания состоит в объединении этих отдельных признаков для формирования связанного представления.
Теория интеграции признаков объясняет большую продолжительность и сложность конъюнктивного поиска по сравнению с поиском признака. Для каждого стимульного признака при обработке его зрением создаётся психическая карта признака, отражающая присутствие этого признака в зрительном поле. Для каждого стимула признаки отражаются в психической карте признаков с минимальными затратами времени (поскольку при этом не осуществляются сложные когнитивные процессы), одновременно (параллельно) и до процессов обработки вниманием (концентрация внимания на этом этапе не происходит). Карты признаков отражают пространственные отношения зрительного поля, но сами по себе не содержат пространственную информацию, используемую на последующих стадиях обработки стимульной информации. Фокальная стадия внимания на основе базовой карты расположения выбирает и соединяет друг с другом признаки, связанные с данным месторасположением.